# Jan van Alphen
Jan van Alphen (Leida, 8 marzo 1900 – 31 maggio 1969) è stato un chimico olandese.
Discepolo di Jan Johannes Blanksma, è conosciuto e ricordato essenzialmente per varie ricerche di chimica organica (in particolare sui prodotti delle reazioni di addizione a partire da composti insaturi).